# Аеродинамічний профіль

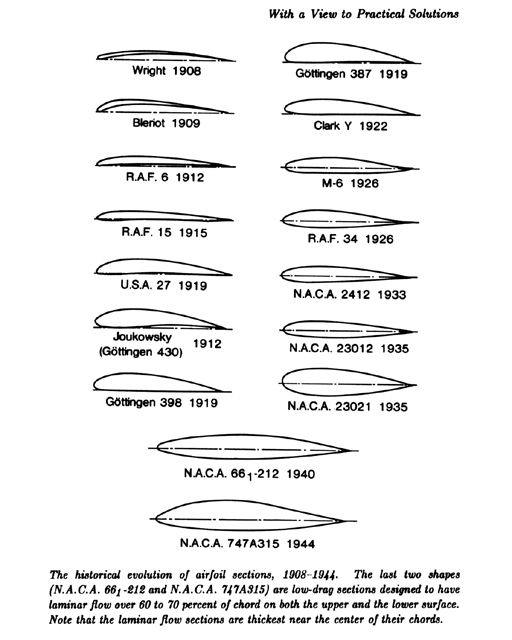
Розвиток аеродинамічних профілів крила з 1908 по 1944 роки

Аеродинамічний профіль — форма поперечного перерізу крила, лопатки (повітряного гвинта, ротора, турбіни) або вітрила, яка забезпечує відповідні призначенню аеродинамічні якості.
На тілі, що має аеродинамічний профіль, яке рухається відносно потоку газу або рідини, виникають сила опору, направлена вздовж руху потоку, та підйомна сила, перпендикулярна напряму потоку (теорема Жуковського).

## Принцип роботи
Профіль утворюють дві поверхні крила — верхня і нижня:
- Верхня поверхня, поверхня обтікання, зазвичай більш вигнута, вздовж неї швидкість потоку вища, а тиск нижчий.
- Нижня поверхня, несуча поверхня, зазвичай пласка, вздовж неї швидкість потоку нижча, а тиск вищий.

Градієнт тиску між цими двома поверхнями утворює підйомну силу крила, яка виникає завдяки даному профілю. При цьому для дозвукових швидкостей обтікання основна частина підйомної сили створюється за рахунок розрідження над профілем, а при надзвукових швидкостях обтікання — за рахунок підвищення тиску під профілем.
Для підвищення стабільності польоту використовують крила зі змінним профілем або кутом атаки.
Профілі для дозвукових швидкостей мають характерну форму із закругленою передньою та гострою задньою кромками, часто з асиметричною кривиною.

## Термінологія

Термінологія аеродинамічного профілю крила

Діаграма розподілу тиску при різних кутах атаки для крила з симетричним (ліворуч) та асиметричним (праворуч) профілем

Нижче наведені різні терміни, пов'язані з профілем крил.
Геометрія крила описується набором термінів:
- передня кромка — місце положення точок на передньому краї крила (на який набігає повітряний потік), в яких профіль має максимальний вигин (мінімальний радіус)[2].
- задня кромка — місце положення точок максимальної кривини в задній частині крила.
- хорда крила — пряма лінія, яка сполучає передню і задню кромку крила.
- довжина хорди крила в заданій точці розрізу — відстань між точками перетину передньої і задньої кромки з площиною перетину, довжина профілю в заданій точці розрізу.

Важливими параметрами, що описують форму профілю, є його вигин і товщина. Наприклад, профіль крила із серії NACA з 4-цифрами такий як NACA 2415 (читається як 2 - 4 - 15) описує профіль із вигином в 0.02 хорди розташованим в 0.40 хорди, із максимальною товщиною хорди 0.15.
Форма профілю задається наступними геометричними параметрами:
- Середня лінія вигину або середня лінія — геометричне місце точок, рівновіддалених від найближчих точок верхньої і нижньої поверхонь крила. Її форма залежить від товщини крила та кривини поверхонь крила вздовж хорди;
- товщина профілю — товщина крила вздовж хорди. Може вимірятися двома способами:
  - товщина, виміряна перпендикулярно до лінії вигину[4][5] (відома як «Американська конвенція»);[4]
  - абсолютна товщина профілю — відстань від верхньої до нижньої поверхні профілю, що вимірюється перпендикулярно до хорди.[6] Це іноді згадується як "Британська конвенція".

Поняття, що описують концепції поведінки профілів при русі в потоці:
- центр тиску — точка на хорді крила, місце прикладання на крило еквівалентної сили тиску; момент тангажу в точці центру тиску дорівнює нулю.
- аеродинамічний центр — характеристика аеродинамічного профілю, для якого положення центру тиску лишається сталим при зміні кута атаки.